# Phaenoglyphis abbreviata
Phaenoglyphis abbreviata är en stekelart som först beskrevs av Thomson 1877.  Phaenoglyphis abbreviata ingår i släktet Phaenoglyphis, och familjen glattsteklar. Arten är reproducerande i Sverige.